# Synagoge (Röbel)

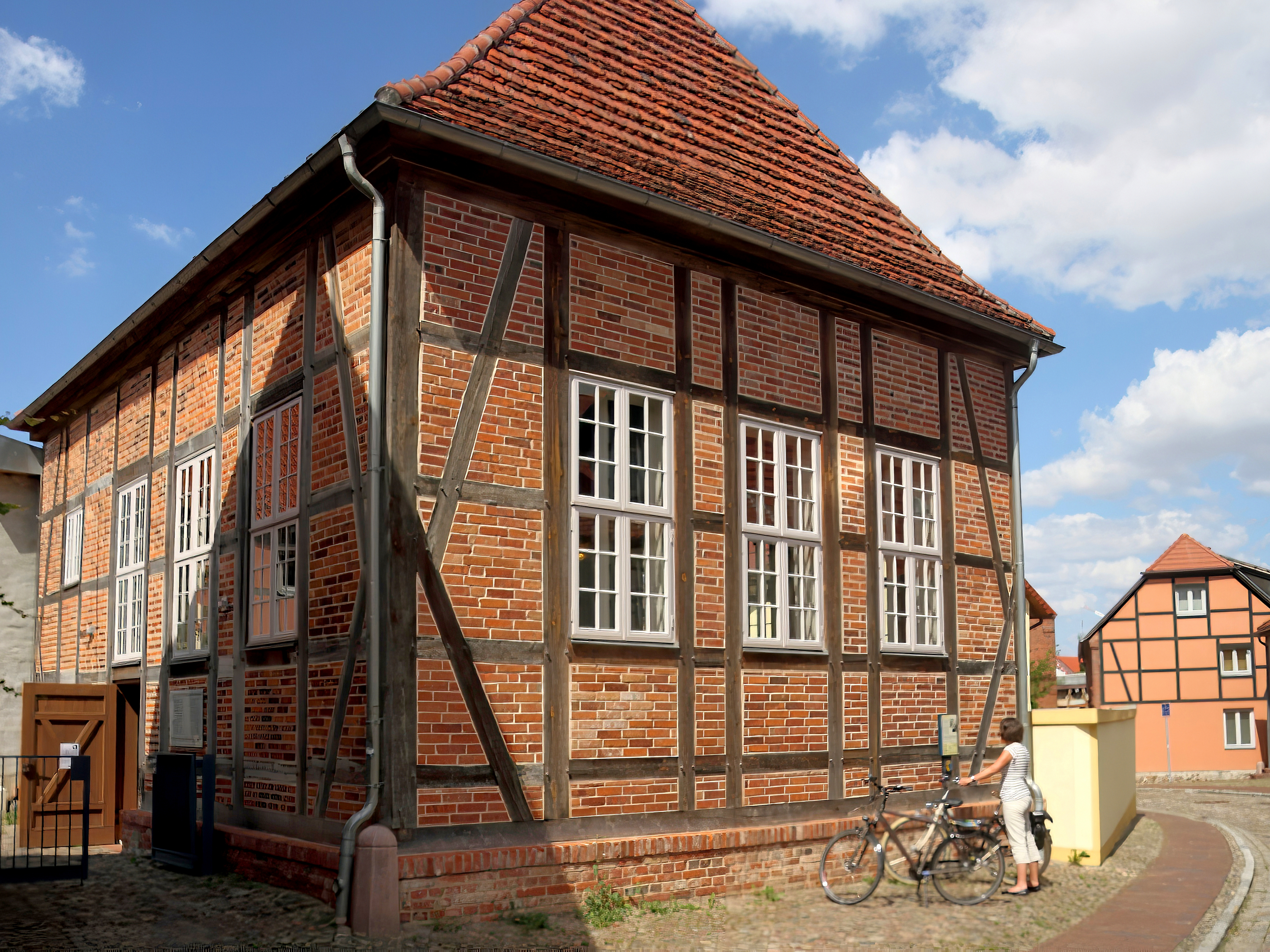
Synagoge in Röbel

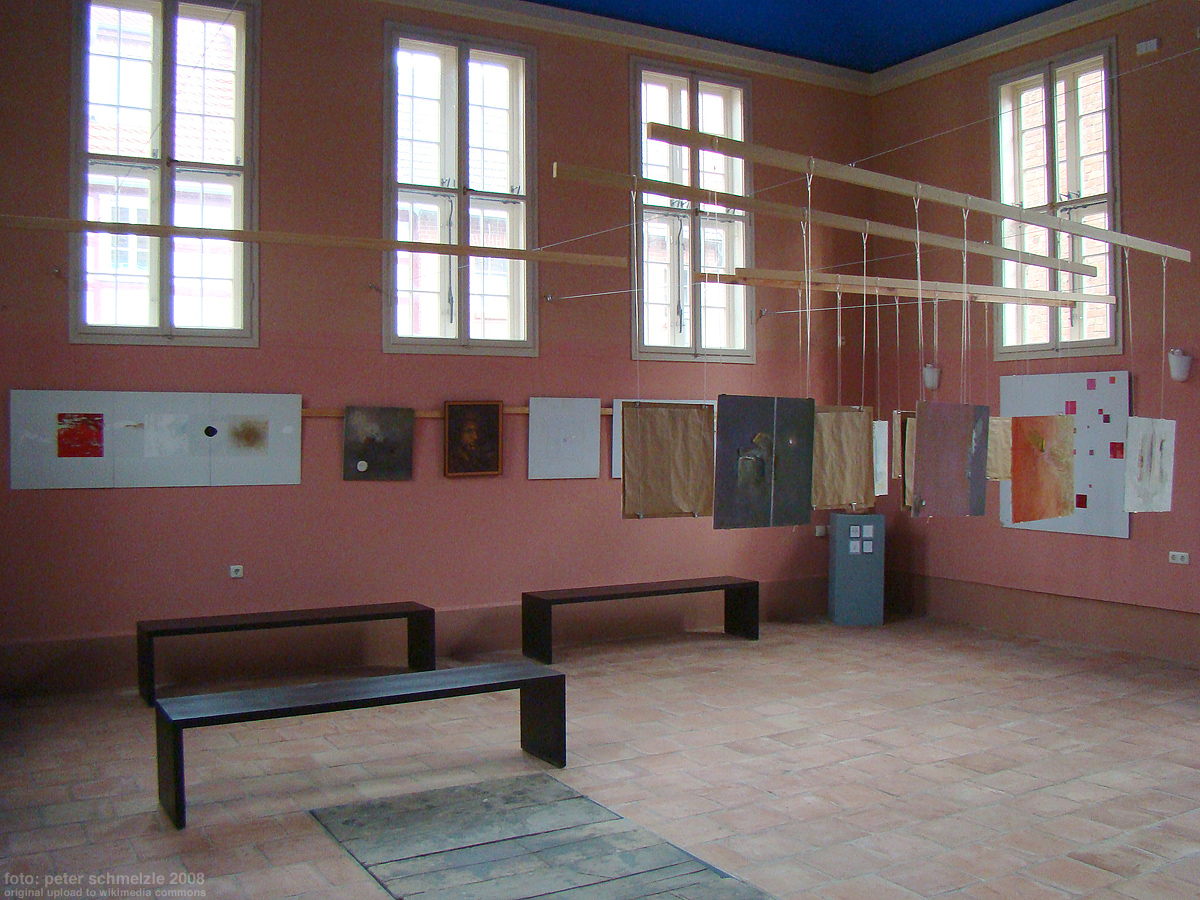
Innenansicht

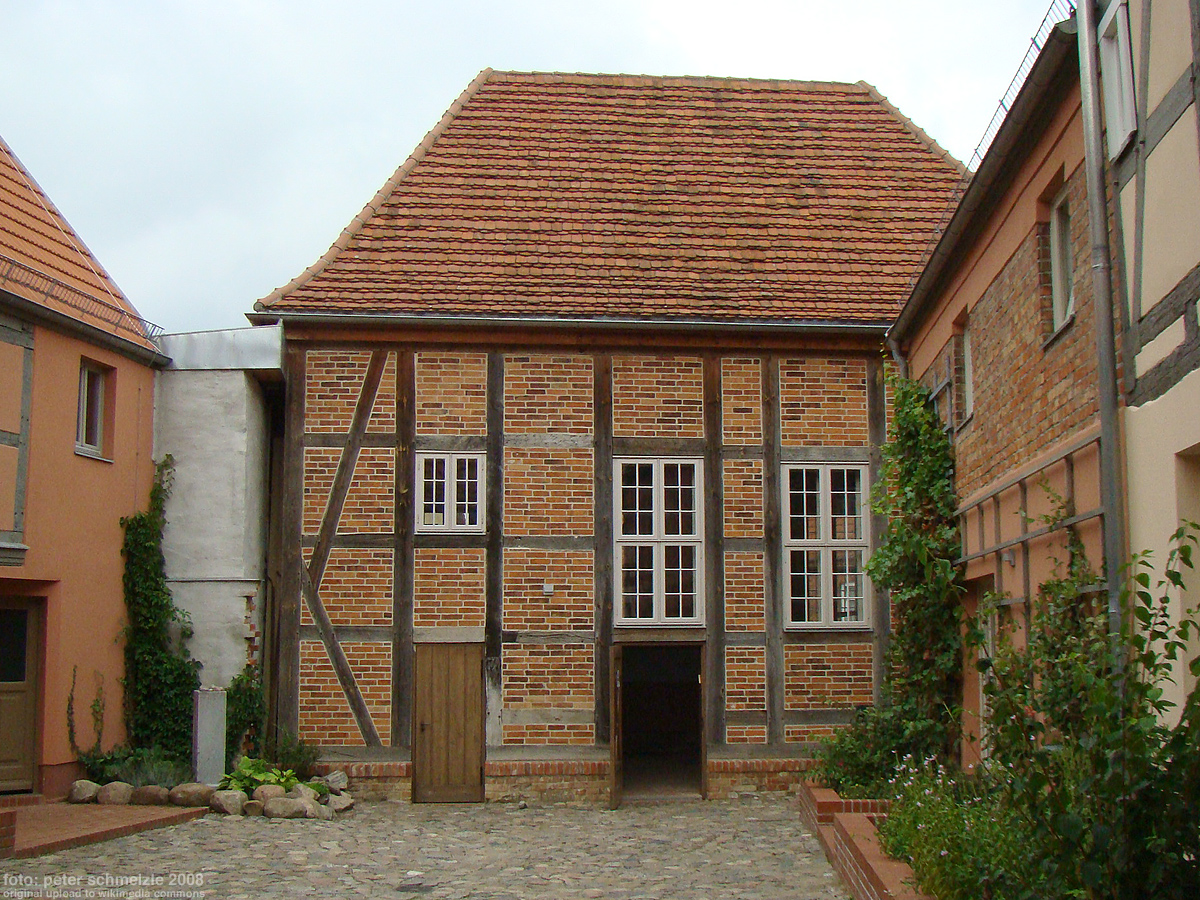
Fassade zum Innenhof

Die ehemalige Synagoge in Röbel/Müritz ist eine der wenigen erhaltenen Fachwerksynagogen in Mecklenburg und verkörpert den typischen Synagogenbau des Müritzgebietes. Sie ist die letzte erhaltene Synagoge im ehemaligen Landkreis Müritz.

## Geschichte
Juden waren bereits seit dem 13. Jahrhundert in Röbel ansässig, nach dem Sternberger Judenpogrom 1492 hatten sie jedoch das Land verlassen. Erst um 1700 gab es wieder jüdische Bevölkerung im Müritzgebiet, 1702 wurden Juden auch wieder in Röbel erwähnt. Da die jüdische Gemeinde in der Folgezeit kontinuierlich anwuchs, gilt ein bereits im 18. Jahrhundert bestehender Betraum als sicher, wenn auch dessen Ort unbekannt ist.
Die Lage der Synagoge im Stadtgrundriss dokumentiert die Auswirkung des Landesgrundgesetzlichen Erbvergleichs von 1755, wonach Synagogen nur in Nebenstraßen und hinter der Straßenfront zurückgesetzt gebaut werden durften. In Röbel sind noch weitere Zeugen der jüdischen Kultur vorhanden, wie die ehemalige Talmudschule, die sich ein paar Straßen weiter von der Synagoge befand.
Die Gemeinde erwarb ein Grundstück an der Mirower Straße und legte dort um 1700/1720 einen jüdischen Friedhof an, der 1763 eingefasst wurde. Ab dem frühen 19. Jahrhundert durften Juden auch sonstige Grundstücke und Wohnhäuser in Röbel erwerben. Um diese Zeit erwarb die Gemeinde auch ein Grundstück an der Kleinen Stavenstraße inmitten des Schadgebiets nach dem Stadtbrand von 1764. Auf dem Grundstück hatte sich eventuell zuvor eine Scheune oder ein Stall befunden und hier wurde die Synagoge als einfacher rechteckiger Fachwerkbau auf einem mit Feldsteinen verstärkten Lehmfundament errichtet. Gemäß zweier im originalen Putz des Gebäudes vorgefundener Jahreszahlen erfolgte der Synagogenbau im Jahr 1831. Die fachwerksichtige Fassade wurde mit Ziegelgefachen geschlossen und das hohe Walmdach mit Biberschwanz-Tonziegeln gedeckt. Die freitragende Decke überspannt den großzügigen Innenraum. Der historische Innenausbau, wie die durchgehende Frauenempore und die für beide Geschlechter getrennte Eingänge sind leider nicht mehr vorhanden. Die Spuren der Farbfassungen lassen aber Rückschlüsse auf die ursprüngliche Raumgestaltung zu.
Bei der Volkszählung im Jahr 1828 wurden 87 Juden in Röbel gezählt, bis zur Mitte des 19. Jahrhunderts wuchs die Gemeinde auf 110 Personen an. Anschließend ging die Gemeindegröße stetig zurück, da die Gemeindemitglieder in größere Städte abwanderten. Die Synagoge wurde bis nach dem Ersten Weltkrieg für Gottesdienste genutzt, danach kam das jüdische Gemeindeleben allmählich zum Erliegen, die Gemeinde kann keinen Minjan mehr stellen. Die nur noch aus wenigen Mitgliedern bestehende jüdische Gemeinde verkaufte das Gebäude 1936 an einen Fuhrunternehmer. Dieser baute auf der Ostseite ein großes Garagentor und im Inneren eine Reparaturgrube ein und nutzte das Gebäude als Werkstatt und Garage.
Die Synagoge wurde auch nach dem Zweiten Weltkrieg als Abstellraum und Garage genutzt. Doch die ausbleibende Instandsetzung des Gebäudes führte zu immer gravierenderen Schäden an der Dachhaut und an der Fachwerkkonstruktion. Das Verfaulen der Schwelle verursachte ein Abrutschen der gesamten Westwand. Eine völlige Zerstörung der Synagoge wurde durch die später angebaute Garage verhindert.
Nach dem Abriss der Synagoge in Malchow 1992 setzte eine Diskussion zum Erhalt der Synagoge in Röbel ein, die zunächst eine Notsicherung des damals akut einsturzgefährdeten Gebäudes zur Folge hatte. Es galt auch die Eigentumsverhältnisse der Synagoge zu klären. Von Spätherbst 2001 bis Sommer 2003 wurde das Synagogengebäude dann umfassend saniert, wobei der Sockelbereich sowie der Dachstuhl weitgehend erhalten werden konnten, die Außenwände mit Fachwerkbalken und Ziegelgefachen jedoch nahezu komplett erneuert wurden. Das Garagentor und die Garageneinbauten wurden entfernt und das Gebäude in seiner mutmaßlichen Form rekonstruiert. Über die ursprüngliche Innengestaltung gibt es keine Dokumente, lediglich einige bauliche Reste der einstigen Frauenempore sind erhalten.
Heute bildet das Synagogengebäude den historischen Mittelpunkt des Jugendbildungszentrums Engelscher Hof. Die dazugehörenden Gebäude bilden auf der Südseite der Synagoge einen Innenhof. In einem neu errichteten Ausstellungsgebäude ist eine Ausstellung zur Geschichte der Juden in Mecklenburg zu besichtigen, die Synagoge selbst dient als Ausstellungsfläche für wechselnde Ausstellungen. Denn die Bedeutung dieser schlichten Synagoge für die Dokumentation der Geschichte des Judentums in Mecklenburg ist groß.